# Villesse
Villesse (friuli nyelven: Vilès, szlovénül: Vileš) település Olaszországban, Friuli-Venezia Giulia régióban, Gorizia megyében. Lakosainak száma 1615 fő (2023. január 1.). Villesse Campolongo Tapogliano, Fogliano Redipuglia, Gradisca d'Isonzo, Romans d'Isonzo, Ruda és San Pier d'Isonzo községekkel határos.

## Népesség
A település lakossága az elmúlt években az alábbi módon változott:
| Lakosok száma | 1681 | 1698 | 1615 |
|               | 2017 | 2018 | 2023 |